# Georg Rörer
Georg Rörer (en latin Georgius Rorarius), né le 1er octobre 1492 et mort le 24 avril 1557, est un réformateur luthérien et un pasteur de Bavière. 

## Biographie
Il fut un des premiers ecclésiastiques ordonné par Martin Luther lui-même en 1525. Il aida Luther dans son œuvre de traduction de la Bible (1522-1545) et servit de secrétaire à Luther à partir de 1537. Rörer fut l'un des éditeurs des Tischreden de Luther ou "Propos de table" aussi bien que d'une édition complète des œuvres de Luther. Il s'est déplacé à Copenhague en 1551 et à Halle, en Saxe-Anhalt en 1553.